# Murialdo
Murialdo là một đô thị ở tỉnh Savona ở vùng Liguria của Ý, có khoảng cách khoảng 60 km về phía tây của Genoa và khoảng 25 km về phía tây của Savona. Tại thời điểm ngày 31 tháng 12 năm 2004, đô thị này có dân số 882 người và diện tích là 37,5 km².
Đô thị Murialdo có các frazioni (các đơn vị cấp dưới, chủ yếu là các làng) Colle dei Giovetti, Isolagrande, Piano, Ponte, Riofreddo, và Valle.
Murialdo giáp các đô thị: Calizzano, Castelnuovo di Ceva, Massimino, Millesimo, Osiglia, Perlo, Priero, và Roccavignale.